# Championnat du monde de polo 2017
Navigation
Édition précédente
Le championnat du monde de polo 2017, onzième édition du championnat du monde de polo, se déroule du 17 octobre au 29 octobre 2017 en Australie. L'événement est organisé au Sydney Polo Club (en), le plus ancien club d'Australie.
Il est remporté par l'Argentine.

## Phase qualificative
Cinq tournois ont été organisés à travers le monde en 2017 pour permettre la qualification des meilleures équipes de chaque zone géographique. Une équipe est qualifiée pour chaque zone, sauf pour la zone C, l'Europe, qui peut envoyer deux équipes au championnat.
Le tournoi qualificatif pour la zone A (Canada, Costa Rica, République dominicaine, États-Unis, Guatemala, Jamaïque, Mexique) s'est déroulé aux États-Unis du 22 au 30 avril, au Port Mayaca Polo Club et à l'International Polo Club Palm Beach pour la finale. L'équipe des États-Unis s'est qualifiée pour Sydney.
Les équipes de la zone B (Argentine, Brésil, Chili, Équateur, Paraguay, Pérou, Uruguay) se sont affrontées du 22 au 29 janvier au Punta del Este Polo Club en Uruguay. L'Argentine l'a emporté et s'est qualifiée.
Pour la zone C (Allemagne, Angleterre, Autriche, Azerbaïdjan, Belgique, Espagne, Finlande, France, Hongrie, Irlande, Italie, Kazakhstan, Liechtenstein, Luxembourg, Monaco, Pays-Bas, Pologne, Portugal, Russie, Saint-Marin, Slovaquie, Suède, Suisse, Turquie), ce sont les équipes d'Angleterre et d'Espagne qui ont obtenu leur billet pour Sydney après un tournoi organisé au Chantilly Polo Club du 29 avril au 7 mai,.
La Nouvelle-Zélande s'est imposée dans le tournoi de la zone D (Australie, Hong Kong, Indonésie, Japon, Malaisie, Mongolie, Nouvelle-Zélande, Singapour, Thaïlande), organisé au Thai Polo & Equestrian Centre de Pattaya en Malaisie du 24 janvier au 4 février.
Dans la zone E (Afrique du Sud, Égypte, Inde, Iran, Maroc, Nigeria, Oman, Pakistan, Qatar), l'Inde a gagné sa place en finale lors du tournoi qui s'est déroulé à Téhéran en Iran du 29 juin au 6 juillet.

## Dernière phase

### Première phase
| Date       | Groupe | Équipe 1         | Équipe 2         | Score   |
| ---------- | ------ | ---------------- | ---------------- | ------- |
| 21 octobre | A      | Argentine        | États-Unis       | 12-91/2 |
| 21 octobre | B      | Australie        | Espagne          | 10-9    |
| 22 octobre | B      | Angleterre       | Inde             | 16-1    |
| 22 octobre | B      | Chili            | Nouvelle-Zélande | 9-2     |
| 24 octobre | A      | États-Unis       | Australie        | 7-5     |
| 24 octobre | A      | Argentine        | Espagne          | 12-31/2 |
| 25 octobre | B      | Nouvelle-Zélande | Angleterre       | 11-8    |
| 25 octobre | B      | Chili            | Inde             | 11-2    |
| 28 octobre | A      | Argentine        | Australie        | 9-51/2  |
| 28 octobre | A      | États-Unis       | Espagne          | 15-91/2 |
| 28 octobre | B      | Angleterre       | Chili            | 8-5     |
| 28 octobre | B      | Nouvelle-Zélande | Inde             | 9-8     |

Groupe A
| Pays       | G | P | BP    | BC    | Diff. | Points |
| ---------- | - | - | ----- | ----- | ----- | ------ |
| Argentine  | 3 | 0 | 33    | 17    | 16    | 6      |
| États-Unis | 2 | 1 | 31    | 261/2 | 51/2  | 4      |
| Australie  | 1 | 2 | 201/2 | 26    | -51/2 | 2      |
| Espagne    | 0 | 3 | 17    | 31    | -14   | 0      |

Groupe B
| Pays             | G | P | BP | BC  | Dif | Points |
| ---------------- | - | - | -- | --- | --- | ------ |
| Chili            | 2 | 1 | 25 | 12  | 13  | 4      |
| Angleterre       | 2 | 1 | 32 | 117 | 15  | 4      |
| Nouvelle-Zélande | 2 | 1 | 22 | 25  | -3  | 4      |
| Inde             | 0 | 3 | 11 | 36  | -15 | 0      |

### Phase finale

#### Match pour la troisième place
| Date       | Équipe 1   | Équipe 2   | Score |
| ---------- | ---------- | ---------- | ----- |
| 29 octobre | États-Unis | Angleterre | 5-6   |

#### Finale
| Date       | Groupe | Équipe 1  | Équipe 2 | Score |
| ---------- | ------ | --------- | -------- | ----- |
| 29 octobre | A      | Argentine | Chili    | 8-7   |

### Palmarès
| Pos                | Selección        |
| ------------------ | ---------------- |
| Médaille d'or      | Argentine        |
| Médaille d'argent  | Chili            |
| Médaille de bronze | Angleterre       |
| 4.                 | États-Unis       |
| 5.                 | Nouvelle-Zélande |
| 6.                 | Australie        |
| 7.                 | Espagne          |
| 8.                 | Inde             |